# Giddarbaha
Giddarbaha ist eine Stadt im indischen Bundesstaat Punjab.
Die Stadt ist Teil des Distrikts Sri Muktsar Sahib. Giddarbaha hat den Status eines Municipal Council. Die Stadt ist in 17 Wards gegliedert.

## Demografie
Die Einwohnerzahl der Stadt liegt laut der Volkszählung von 2011 bei 45.370. Giddarbaha hat ein Geschlechterverhältnis von 903 Frauen pro 1000 Männer und damit einen für Indien üblichen Männerüberschuss. Die Alphabetisierungsrate lag bei 75,2 % im Jahr 2011. Knapp 64 % der Bevölkerung sind Hindus, ca. 33 % sind Sikhs, ca. 1 % sind Muslime und weniger als 1 % gehören einer anderen oder keiner Religion an. 11,7 % der Bevölkerung sind Kinder unter 6 Jahren.